# 陶普利茨
陶普利茨是奥地利施蒂利亚州利岑县的一个市镇。总面积53.9平方公里，总人口1012人，人口密度18.8人/平方公里（2005年）。